# San Rafael (Filipíny)
San Rafael je město v provincii Bulacán na Filipínách (nachází se přibližně uprostřed ostrova Luzon). Žije v něm téměř 74 tisíc obyvatel.

## Historie
Město vzniklo v roce 1750 oddělením od města Baliwag a jeho jméno je odvozováno od legendy, podle níž se jeho španělští zakladatelé nechali inspirovat zdejším proslulým léčitelem a pojmenovali tedy město podle svatého Rafaela z Lesbu, který sám praktikoval medicínu.
Španělští kolonizátoři museli v roce 1896 bojovat ve městě s povstalci, kteří se zabarikádovali ve zdejším kostele. Pobití povstalci jsou pohřbeni v hromadném hrobě u jeho zdi.
Španěle vystřídali v závěru 19. století Američani, kteří pokračovali v nenásilné kolonizaci. V roce 1903 byla otevřena v San Rafaelu první křesťanská škola.
Na počátku 20. století město několikrát ztratilo svou samostatnost, bylo připojeno k Baliwagu a později sloučeno se San Ildefonsem do sídla zvaného Hacienda de Buenavista, ale v roce 1944 se vrátilo k původnímu jménu.
Za druhé světové války byl San Rafael okupován japonskými vojsky, která se snažila o násilnou japanizaci. Proti ní bojovaly místní partyzánské oddíly, které později osvobodily město ještě před příchodem americké armády.
Každoročně město slaví 29. září svátek svého patrona archanděla Rafaela, jmenovce svatého, po kterém má být město pojmenováno. Tento andělský festival je známou turistickou atrakcí.